# Rhipidocephala fimbriata
Rhipidocephala fimbriata là một loài ruồi trong họ Asilidae. Rhipidocephala fimbriata được Oldroyd miêu tả năm 1966. Loài này phân bố ở vùng nhiệt đới châu Phi.